# Farul Inubōsaki
Farul Inubōsaki (în japoneză 犬吠埼燈台, Inubōsaki tōdai) este un far de pe Capul Inubō, în orașul Chōshi, prefectura Chiba, Japonia. Este remarcat ca fiind unul dintre puținele faruri a căror lentilă originală a fost o lentilă Fresnel de prim ordin, cel mai puternic tip de lentilă Fresnel. Este un bun cultural tangibil al Japoniei. Farul este situat la marginea Parcului cvasi-național Suigo-Tsukuba.

## Istorie
Deși nu este unul dintre cele opt faruri care au fost construite în Japonia din perioada Meiji, în conformitate cu prevederile Tratatului anglo-japonez de prietenie și comerț din 1858, semnat de shogunatul Tokugawa din perioada Bakumatsu, necesitatea unui far la Capul Inubō pentru siguranța navelor pe vecinătatea nord-estică a capitalei Tokyo a fost recunoscută imediat după ce Japonia s-a deschis către Vest. Naufragiul navei de război Mikaho a marinei Tokugawa într-un taifun pe stâncile Capului Inubō, care a dus la pierderea a 13 vieți, la 6 octombrie 1868, a subliniat și mai mult necesitatea unui far. Farul a fost proiectat și construit de inginerul britanic Richard Henry Brunton, născut în 1841 în Kincardineshire, Scoția, care era sub contract cu noul guvern Meiji. Brunton a construit alte 25 de faruri din nordul îndepărtat Hokkaidō până în sudul Kyūshū în timpul șederii sale în Japonia.
Farul Inubōsaki a fost iluminat pe 15 noiembrie 1874. Structura a constat dintr-un turn cilindric realizat din primele cărămizi roșii produse pe plan intern din Japonia. Brunton a supravegheat construcția unei fabrici de cărămizi în satul Tomioka, în ceea ce acum face parte din orașul Narita, care a produs 193.000 de cărămizi pentru proiect. Cu toate acestea, Brunton nu era sigur de rezistența mecanică a cărămizilor japoneze, așa că a construit turnul folosind o grosime dublă pentru pereți. Turnul, având o înălțime de 31,5 metri, este și al doilea cel mai înalt far din cărămidă din Japonia, depășit doar de Farul Shiriyazaki (construit tot de Brunton) din Higashidōri, prefectura Aomori. În 1977 au fost realizate reparații pentru conservarea istorică și îmbunătățirea siguranței cutremurelor.
Farul Inubōsaki este în prezent deschis publicului, care poate vizita un mic muzeu la baza lui și poate urca în vârf pentru o vedere panoramică asupra Oceanului Pacific. Este înregistrat la Asociația Internațională a Autorităților Farurilor drept unul dintre „Cele mai importante o sută de faruri din lume”. Farul este întreținut în prezent de Garda de Coastă din Japonia. În plus, în 2020, a fost înregistrat drept proprietate culturală importantă (Japonia).

## Galerie de imagini

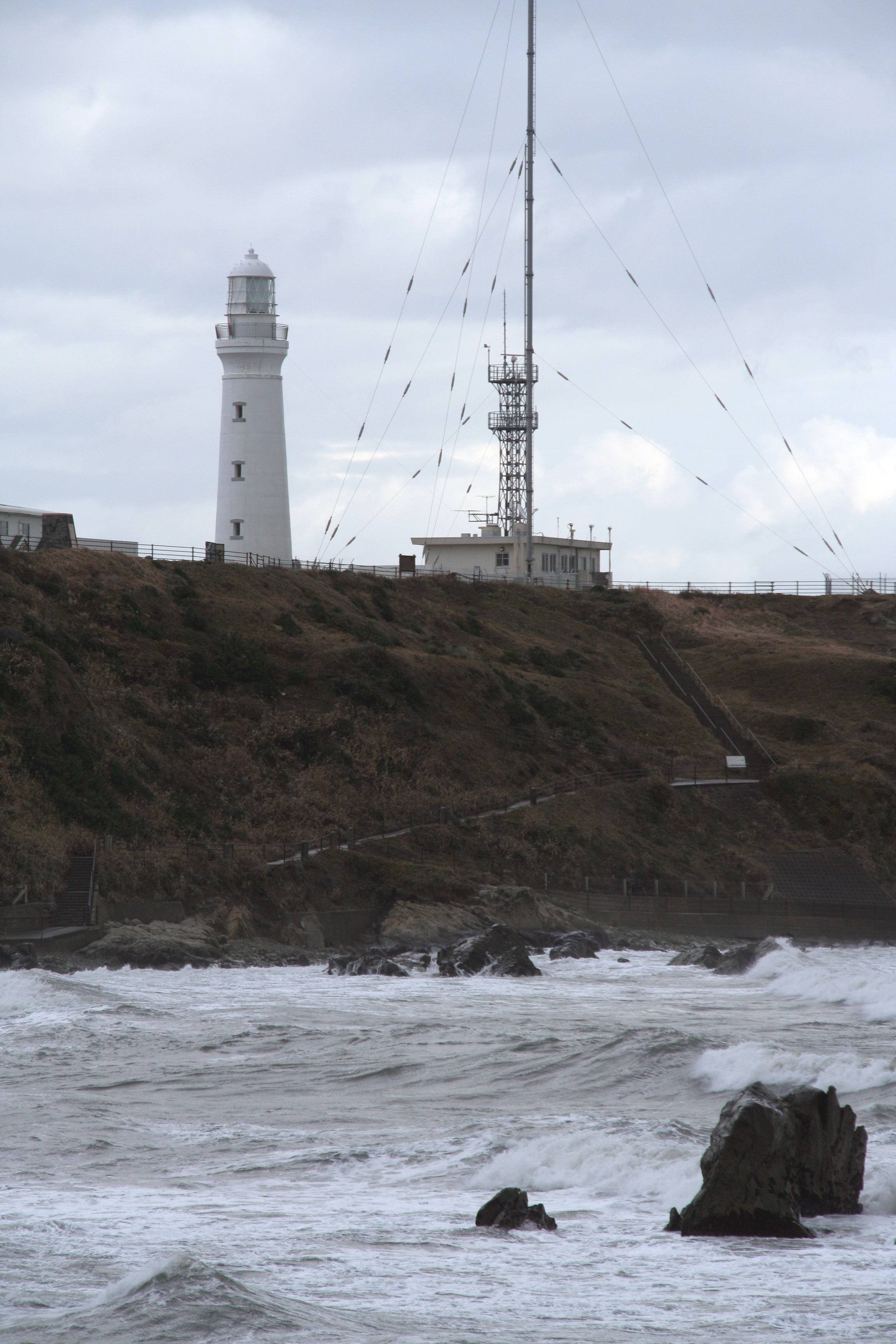
Pe ocean
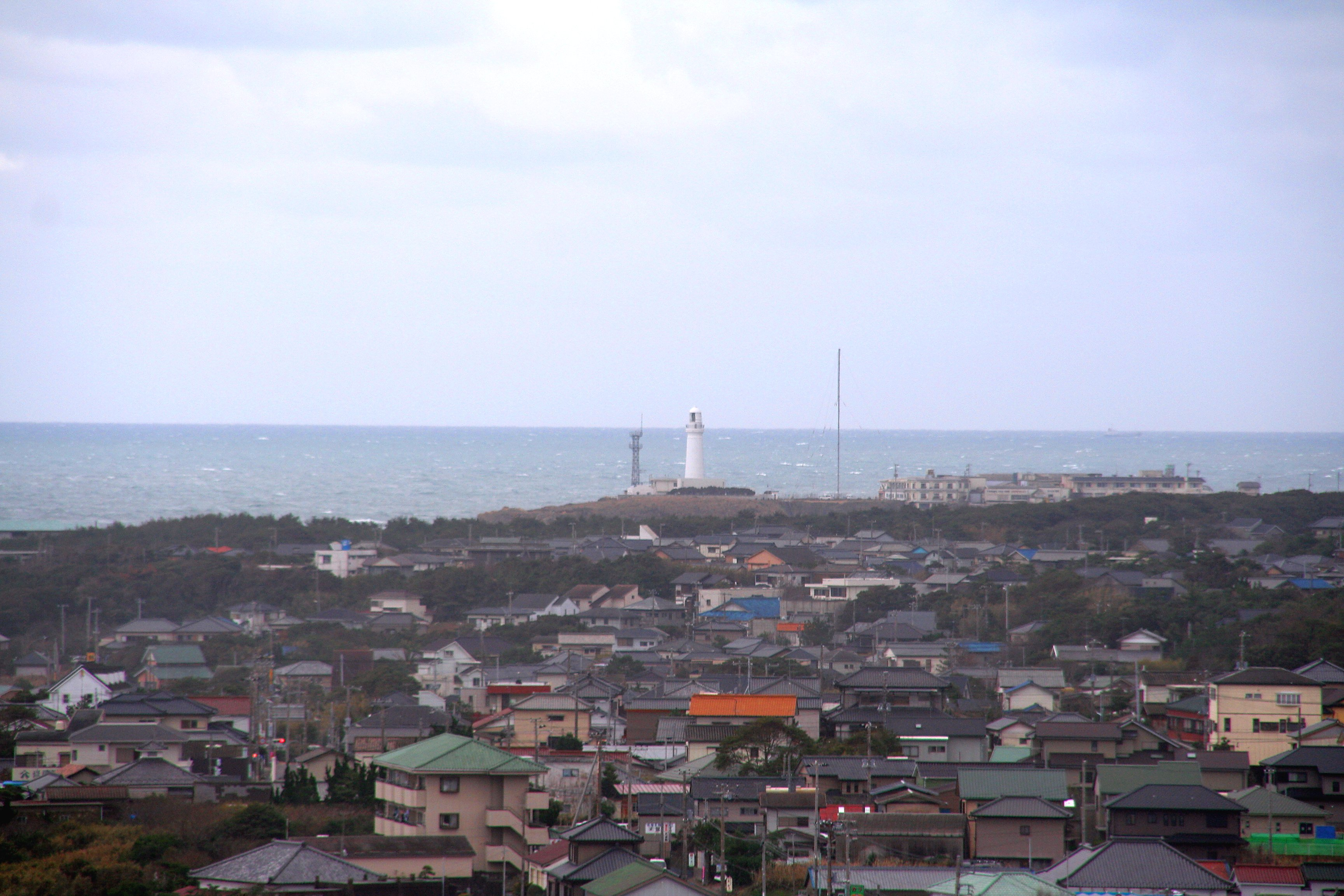
Orașul dimprejur
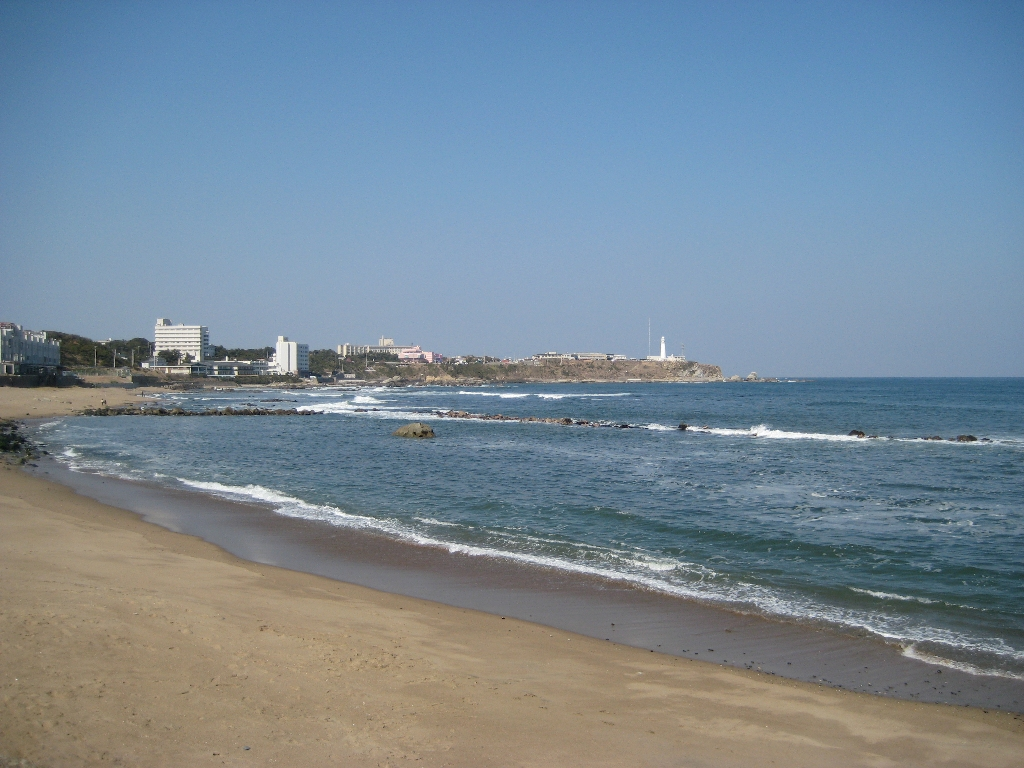
Vedere de pe plajă